# Ingobernable
Ingobernable é uma série mexicana de drama político criada por Epigmenio Ibarra, Verónica Velasco e Natasha Ybarra-Klor para o serviço de streaming Netflix. Tem como protagonista Kate del Castillo. Teve seu lançamento mundial em 24 de Março de 2017.

## Sinopse
Emilia Urquiza (Kate del Castillo) é a primeira-dama do México, uma mulher tempestuosa, capaz até mesmo de matar um presidente para atingir seus objetivos. Ela planeja tornar seu país um lugar melhor para todos e seu primeiro passo é assumir uma luta em prol da paz. No entanto, os desafios começam a aumentar quando ela perde a fé em seu marido, o Presidente Diego Nava (Erik Hayser).

## Elenco
- Kate del Castillo como Emilia Urquiza: Primeira dama do México
- Erik Hayser como Diego Nava Martínez: Presidente do México
- Eréndira Ibarra como Anna Vargas-West: Chefe do gabinete da presidência
- Paola Bracho Mostarda como Fernanda Vargas-West: Chefa da CIA
- Fernando Luján como Tomás Urquiza
- Álvaro Guerrero como José Barquet: Secretaria de Governo
- Alberto Guerra como Canek Lagos
- Aida López como Chela
- Luis Roberto Guzmán como Pete Vázquez: Agente da Central Intelligence Agency
- Alicia Jaziz como María Nava Urquiza
- Alessio Valentini Padilla como Emiliano Nava Urquiza
- Marco Treviño como Agustín Aguirre: General Secretaría de la Defensa Nacional de México
- María del Carmen Farías como Dolores
- Tamara Mazarrasa como Zyan Torres
- Harold Torres
- Mariana Burelli como Daniela Hurtado
- Hernán Del Riego como Bruno Almada: General Secretaría de la Defensa Nacional de México
- Mitzi Mabel Cadena como Citlalli López
- Jeymi Osorio como Amanda

### Participações especiais
- Diego Cadavid como Jaime Bray: consultor da CENAPAZ
- Maxi Iglesias como Ovni
- Marina de Tavira como Patricia Lieberman: Fiscal especial encarregada na investigação da morte de Diego Nava.